# Crispin rival de son maître
 (octobre 2016).
Crispin rival de son maître est une chanson adaptée en pièce de théâtre  en un acte en prose d'Alain-René Lesage. Cette comédie a été représentée pour la première fois le 15 mars 1707 à la Comédie-Française, juste après la représentation d'une autre comédie de cet auteur, Don César Ursin.

## Résumé
L'action se déroule à Paris. Un jeune noble criblé de dettes, Valère, voudrait épouser Angélique, jeune fille d'une famille bourgeoise. Mais Angélique est promise à un autre homme, Damis. Le valet de Valère, Crispin, en rencontrant le valet de Damis, appelé La Branche, apprend que l'homme à qui est promise Angélique est déjà marié. Les deux valets décident de mettre au point un stratagème pour voler la dot de la jeune fille. Secondé par La Branche, Crispin va prendre la place de Damis. Après de nombreux rebondissements, le stratagème des valets sera découvert grâce à l'arrivée de M. Orgon, père de Damis. 

## Analyse
(octobre 2016).
- Si vous ne connaissez pas le sujet, laissez ce bandeau (vous pouvez alors contacter les auteurs).
- Si vous supprimez le contenu mis en cause (vous pouvez préalablement contacter les auteurs),

argumentez précisément cette suppression dans la page de discussion
(un manque de référence n'est pas un argument ; une recherche réelle de référence doit avoir été effectuée, être formellement documentée).
Crispin est un personnage familier du public français de l’époque, créé par un acteur célèbre, Raymond Poisson, dit Belleroche. C’est un valet débrouillard, rusé, intrigant, doté d'une grande imagination. 
Cette comédie d'intrigue et de mœurs présente une image critique de la société de son époque. L'amour est inexistant dans cette pièce : le véritable intérêt se situe du côté de l'argent. Les valets, Crispin et La Branche, sont animés par l'appât du gain, mais c'est également le cas de Valère, maître de Crispin. Lesage donne une image peu complaisante de toutes les couches sociales : la noblesse (représentée par Valère) vit d'expédients et s'endette en espérant s'allier avec la riche bourgeoisie afin de rétablir ses affaires, la bourgeoisie (représentée par Damis) dilapide son argent dans les débauches et les excès pensant imiter la noblesse. D'ailleurs, les serviteurs ici sont des aventuriers, des criminels ayant échappé de peu à la justice, il se qualifient eux-mêmes de « fripons honoraires ».  
L'intrigue de la comédie est fondée sur l'imposture du valet qui se fait passer pour un maître à l'aide d'un comparse. Ce stratagème, fréquent dans les comédies des XVIIe et XVIIIe siècles, prend, dans la pièce de Lesage, un sens particulièrement fort, car il exprime les mutations que la société française est en train de vivre : le vieux système aristocratique se décompose, la société devient mouvante, perméable, les maîtres perdent tout droit moral à l'autorité et plus rien ne freine les ambitions de ceux qui veulent devenir maîtres à leur tour. Les valets ne reconnaissent désormais aucune supériorité à leurs maîtres, ni morale, ni intellectuelle ; les discours qu'ils adressent aux maîtres sont volontiers ironiques, moqueurs, à double entente. Le déguisement de Crispin est un succès : personne, même la perspicace suivante Lisette, ne semble douter de sa véritable identité. Les maîtres ne sont plus capables de démasquer un valet déguisé, car ce valet leur ressemble en tout. Au lieu de rejeter les deux fourbes, les maîtres contribuent à leur promotion, les acceptent dans leur milieu et leur donnent ainsi la possibilité de devenir, un jour prochain, leurs véritables rivaux.  
Cette comédie présente une variation intéressante de la relation maître-valet qui se situe, chronologiquement parlant, entre Molière et Beaumarchais mais est également éloignée des deux par son esprit désabusé et sa gaieté cynique.

## Personnages
- M. Oronte, bourgeois de Paris.
- Mme Oronte, sa femme.
- Angélique, leur fille promise à Damis.
- Valère, amant d'Angélique.
- M. Orgon, père de Damis.
- Lisette, suivante d'Angélique.
- Crispin, valet de Valère.
- La Branche, valet de Damis.

## Argument
Scène 1. Dans une rue de Paris, Crispin rencontre son maître, Valère. Cela fait un mois que les deux hommes ne se sont pas vus. Crispin était parti en province pour « travailler à sa fortune », car son maître est désargenté et ne peut lui payer ses gages. Valère avoue avoir besoin de son valet : il est amoureux d’Angélique, la fille d’un riche bourgeois, M. Oronte. Cependant, la jeune femme est promise à un autre homme, Damis, fils d’un ami de M. Orgon. Si Angélique semble intéresser Valère, sa dot l'intéresse tout autant.
Scène 2. Dans un court monologue, Crispin affirme ne plus pouvoir supporter sa condition de valet : il se trouve bien trop intelligent pour cela et aurait aimé « briller dans la finance ».
Scène 3. Apparaît La Branche, valet de Damis et ami de longue date de Crispin. Les deux compères s'étaient perdus de vue depuis un moment. Crispin annonce à son ami que son maître, Valère, est amoureux d’Angélique qui est promise à Damis. La Branche lui apprend alors qu'il réside à Chartres, que Damis, fils de M. Orgon, est son maître actuel et que Damis va se marier avec une fille de bonne condition qu’il a mise enceinte. Les deux valets élaborent un stratagème pour tirer l'avantage de la situation : Crispin va se faire passer pour Damis, se mariera avec Angélique et empochera la dot qu'il partagera avec La Branche.
Scène 4. Amoureuse de Valère, Angélique demande à sa suivante, Lisette, un conseil pour éviter un mariage avec Damis à qui son père l'avait promise. Lisette propose de recourir à la protection de Mme Oronte qui pourrait convaincre son mari de refuser Angélique à Damis et la donner à Valère. 
Scène 5. Usant et abusant de flatterie, Lisette persuade Mme Oronte de se prononcer contre le mariage de sa fille avec Damis.  
Scène 6. Angélique se joint à sa suivante pour conjurer Mme Oronte de prendre parti pour elle contre son père. Mme Oronte promet : « je prends Valère sous ma protection, ma fille n'aura point d'autre époux que lui ».
Scène 7. Mme Oronte annonce à son mari qu’elle entend donner sa fille à Valère et non pas à Damis. Valère est noble, et c'est un argument de taille aux yeux de Mme Oronte. M. Oronte convient de cet avantage mais rappelle à son épouse qu’ils ont donné leur parole à leur ancien ami, M. Orgon, le père de Damis. Mme Oronte cède aux arguments de son mari et se prononce pour l’union de sa fille avec Damis. Tout espoir semble donc perdu pour Angélique qui est restée muette durant cette scène.
Scène 8. La Branche apprend à la famille de M. Oronte l'arrivée imminente de Damis. Il apporte une lettre écrite par M. Orgon en proie à une crise de goutte, ce qui explique une écriture méconnaissable (c'est évidemment une lettre contrefaite). Crispin, déguisé en Damis, fait son entrée.
Scène 9. Le prétendu Damis fait connaissance avec la famille. Il flatte Mme Oronte, faisant semblant de la confondre avec sa fille Angélique. Selon lui, les deux femmes sont tout aussi séduisantes : « Malepeste la jolie famille ! Je ferais volontiers ma femme de l'une, et ma maîtresse de l'autre ». M. Oronte se prépare de « terminer la chose et compter la dot ».
Scène 10. M. Oronte demande à Crispin déguisé en Damis les nouvelles du procès dans lequel est engagé le père de ce dernier. Crispin qui ne sait rien de ce procès est contraint d'improviser. Il commet une bévue en affirmant que le parti adverse était une femme, ce qui surprend M. Oronte qui savait que c'était un homme. Mais Crispin s'en sort en disant que « cette femme avait dans ses intérêts un certain vieux Normand qui lui donnait des conseils ». Changeant de sujet, Damis fait en sorte de presser le mariage. 
Scène 11. Angélique fait part de son chagrin à sa suivante qui réfléchit au moyen d'aider la jeune fille. 
Scène 12. Valère apparaît à la fin de leur discussion et voit Angélique en pleurs. Lisette lui apprend que son rival, Damis, est arrivé et que le mariage sera bientôt conclu. En apprenant l'identité de son rival, Valère est rassuré : Damis est un ami à lui et justement Valère vient de recevoir une lettre de Damis où ce dernier lui conte son récent mariage à Chartres avec une fille de bonne famille. 
Scène 13. Lisette apprend à M. Oronte que Damis est marié, selon la lettre reçue par Valère. M. Oronte décide de se renseigner auprès de La Branche, le valet de Damis. 
Scène 14. La Branche, questionné par M. Oronte sur le mariage de Damis, est à deux doigts d'avouer l'imposture. Mais M. Oronte a l'imprudence de dire que cette information lui a été communiquée par Valère. La Branche affirme aussitôt que Valère a inventé ce mariage de Damis afin de nuire à ce dernier et d'empêcher le mariage, car Valère est amoureux d'Angélique.
Scène 15. Crispin arrive, et La Branche l’invite à rire de son prétendu mariage inventé par Valère. Crispin feint de ne pas connaître Valère. M. Oronte est donc convaincu que ce mariage de Damis est une fable inventée par Valère. Il est également prévenu désormais contre Lisette qu'il croit acquise aux intérêts de Valère.
Scène 16. Crispin et La Branche se félicitent d'avoir berné M. Oronte.  
Scène 17. L'arrivée inattendue de Valère met de nouveau en péril le stratagème de Crispin et de La Branche. Crispin tente d'éloigner son maître et lui rappelle qu'il lui a demandé de ne pas venir chez M. Oronte pour lui laisser le champ libre. Crispin assure qu'il travaille à réussir le mariage de Valère avec Angélique. Valère lit à Crispin la lettre de Damis où ce dernier mande son mariage à Chartres. La Branche intervient alors pour dire à Valère que Damis avait effectivement projeté un mariage mais l'affaire n'a pas été conclue à la suite de l'intervention de M. Orgon, le père de Damis. Valère interroge Crispin sur son entreprise, et Crispin explique qu'il se fait passer pour Damis afin de dégoûter la famille de Damis par des propos et des actions ridicules. Il ajoute aussi que Lisette l'aide dans ce stratège. Valère s'éloigne, rassuré.
Scène 18. Crispin et La Branche projettent leur fuite avec la dot. Mais une nouvelle menace se présente : La Branche voit arriver M. Orgon, le père de Damis, venu de Chartres. La Branche doit l'empêcher, coûte que coûte, d'entrer chez M. Oronte. 
Scène 19. La Branche annonce à M. Orgon que M. et Mme Oronte ont très mal pris la nouvelle du mariage de Damis et qu'ils ont maltraité La Branche, porteur de la nouvelle. Selon La Branche, M. Orgon ne doit pas entrer chez eux tout de suite, mais bien leur laisser le temps de se calmer. M. Orgon se rend finalement aux arguments de La Branche et s'éloigne. 
Scène 20. Dans un monologue, La Branche envisage la possibilité de s’approprier la dot et de partir seul en trompant Crispin. Mais finalement cette idée est écartée, car les deux compères savent trop de choses compromettantes l'un sur l'autre; tromper son camarade serait donc trop dangereux. 
Scène 21. Lisette tente de plaider la cause de Valère auprès de son maître, M. Oronte, mais M. Oronte annonce fermement que Valère ne sera jamais son gendre, ce dont Valère peut sans tarder informer ses créanciers.
Scène 22. Lisette soupçonne un stratagème mais ne sait pas encore qui en est l'auteur.
Scène 23. Valère, impatient, arrive pour prendre des nouvelles du stratagème de son valet. Lisette ne comprend pas de quel stratagème il parle et affirme ne pas connaître Crispin. La ruse des valets est à deux doigts d'être découverte, mais l'auteur fait encore durer le suspense...
Scène 24. Madame Oronte accuse Valère d'avoir présenté une fausse lettre de Damis, Valère se défend. 
Scène 25. M. Oronte, Mme Oronte, M. Orgon, Valère, Angélique, Lisette cherchent à comprendre la situation. M. Orgon affirme que son fils est resté à Chartres. Qui donc est celui qui se présente sous le nom de Damis ?  
Scène 26. Dans cette scène, la dernière de la comédie, les masques tombent enfin : la famille Oronte apprend qu'un valet s'est joué d'elle. Crispin et La Branche tentent encore de se disculper, mais en vain. Alors, ils conjurent, « par les beaux yeux de Mme Oronte » de leur pardonner cette fourberie faite par « habitude ». Mme Oronte, touchée, intercède pour eux. Au lieu d'une punition, ils reçoivent une promotion : La Branche obtient un emploi de commis (sans doute auprès d'un financier) et Crispin épousera la filleule d'un sous-fermier (comprendre : une maîtresse d'un sous-fermier qui entend donner à sa relation une apparence respectable). Damis étant marié, monsieur Oronte donne sa fille à Valère.